# Palacephala laeviplagiata
Palacephala laeviplagiata är en skalbaggsart som beskrevs av Hermann Julius Kolbe 1897. Palacephala laeviplagiata ingår i släktet Palacephala och familjen Melolonthidae. Inga underarter finns listade i Catalogue of Life.